# Ігнаси
Ігнаси (ест. Ignasõ) — село в Естонії, входить до складу волості Меремяе, повіту Вирумаа.